# Acanthagenys
Acanthagenys is een geslacht van zangvogels uit de familie honingeters (Meliphagidae).

## Soorten
Het geslacht kent de volgende soort:
- Acanthagenys rufogularis – Goudkeelhoningeter